# La Perle noire (film, 1953)
Pour les articles homonymes, voir La Perle noire et All the Brothers Were Valiant.
Pour plus de détails, voir Fiche technique et Distribution.
La Perle noire (All the Brothers Were Valiant) est un film américain en Technicolor réalisé par Richard Thorpe, sorti en 1953.

## Synopsis
En 1857, le « Nathan Ross », un voilier marchand, revient à New Bedford d'une expédition en Polynésie, sans son capitaine, Mark Shore, disparu là-bas. Son frère Joël souhaite repartir au plus vite dans l'espoir de le retrouver. Mais avant cela, il épouse sa fiancée, Priscilla Holt, et l'emmène avec lui. Alors que le navire vient d'aborder une île, Mark réapparaît et raconte une histoire où il est question de perles perdues.

## Fiche technique
- Titre original : All the Brothers Were Valiant
- Titre français : La Perle noire
- Réalisateur : Richard Thorpe, assisté de John Waters (non crédité)
- Scénario : Harry Brown, d'après le roman All the Brothers Were Valiant de Ben Ames Williams
- Musique : Miklós Rózsa
- Direction artistique : Cedric Gibbons, Randall Duell, Mel Brown
- Décors : Edwin B. Willis et Hugh Hunt
- Costumes : Walter Plunkett
- Photographie : George Folsey
- Son :	Douglas Shearer
- Montage : Ferris Webster
- Producteur : Pandro S. Berman
- Société de production : Metro-Goldwyn-Mayer
- Société de distribution : Loew's Inc.
- Pays de production :  États-Unis
- Langue originale : anglais américain
- Format : couleur (Technicolor) — 35 mm — 1,37:1 — son : mono (Western Electric Sound System)
- Genre : aventures
- Durée : 101 minutes
- Dates de sorties :
  - États-Unis : 13 novembre 1953
  - France : 12 novembre 1954
  - Belgique : 19 novembre 1954

## Distribution
- Robert Taylor (VF : Roland Ménard) : Joel Shore
- Stewart Granger (VF : Gabriel Cattand) : Mark Shore
- Ann Blyth (VF : Nelly Benedetti) : Priscilla Holt
- Lewis Stone (VF : Jacques Berlioz) : le capitaine Holt
- Betta St. John : la vahiné
- Keenan Wynn (VF : Camille Guérini) : Silva
- James Whitmore (VF : William Sabatier) : Fetcher
- Kurt Kasznar (VF : Bernard Blier) : Quint
- John Lupton (VF : Daniel Crouet) : Dick Morrell
- Robert Burton (VF : Louis Arbessier) : Asa Whorten
- Peter Whitney (VF : Robert Dalban) : James Finch
- Michael Pate (VF : Julien Bertheau) : Varde
- Jonathan Cott : Carter
- Mitchell Lewis : le cuisinier
- James Bell : Aaron Burnham
- Leo Gordon : Peter How
- Clancy Cooper : Smith
- Frank DeKova : Stevenson
- Henry Rowland : Jones

## Distinctions
- Oscars 1954 : nomination de George Folsey pour l'Oscar de la meilleure photographie en couleurs

## Autour du film
- Enthousiasmée par l'alchimie entre Robert Taylor et Stewart Granger dans ce film, la MGM proposera à Richard Brooks d'engager ces deux acteurs pour son film La Dernière Chasse mais en inversant les rôles : Granger, le « méchant » du film de Thorpe, jouera le héros, et Taylor, qui joue le « gentil » dans La Perle noire deviendra le méchant de La Dernière Chasse[1].
- Ce film est le dernier de l'acteur Lewis Stone, qui mourut en septembre 1953[2]